# اروس باگنارا
اروس باگنارا (انگلیسی: Eros Bagnara؛ زادهٔ ۲۷ آوریل ۱۹۸۵) بازیکن فوتبال اهل ایتالیا است.
از باشگاه‌هایی که در آن بازی کرده‌است می‌توان به باشگاه فوتبال اینتر میلان و باشگاه فوتبال نووارا اشاره کرد.